# Paysafecard
paysafecard es el primer medio de prepago de Europa para Internet y se ha desarrollado estos últimos años hasta convertirse en una de las opciones de pago en línea alternativas más importantes. El pago con paysafecard funciona sin necesidad de indicar datos sensibles bancarios o de tarjeta de crédito, de forma que se garantiza completamente la privacidad financiera. Así, el uso de paysafecard es comparable al pago en efectivo en cualquier comercio, y actualmente está disponible en más de 30 países. El uso de paysafecard es en principio gratuito para el consumidor. 

## Historia
Paysafecard.com Wertkarten AG, con sede en Viena, fue fundada en Austria en el año 2000. Opera, entre otras, filiales en Londres, Düsseldorf, Lucerna, Nueva York, Ciudad de México y Buenos Aires, y cuenta en la actualidad con más de 150 empleados. Su Junta Directiva está compuesta por Michael Müller (Presidente), Udo Müller y Bernd Egger. 
Con el lanzamiento del producto Paysafecard –también conocido como «dinero en efectivo para Internet»– la empresa realiza una labor pionera y consigue iniciar su actividad en Alemania solo un año después de su fundación. Como primer método de pago en línea de Europa autorizado desde el punto de vista del derecho bancario, Paysafecard cuenta actualmente con representación en más de 33 países a través de más de 450 000 puntos de venta, y desde el año 2004 también se puede adquirir en línea. 
En el curso de su internacionalización, Paysafecard obtiene en el año 2006 una subvención de la UE (eTEN) a fin de seguir impulsando la posibilidad de pagar en Internet sin tarjeta de crédito.
En 2008 se alcanza otro hito: la filial de Paysafecard group, Prepaid Services Company Ltd., obtiene una licencia para emitir dinero electrónico en toda Europa otorgada por la autoridad de servicios financieros británica (Financial Services Authority, FSA).
En 2009, Paysafecard es galardonada con el premio a la «Mejor compañía de prepago de fuera de EE.UU.»[cita requerida], y también con el Prepaid Award como «Organización líder de prepago»[cita requerida], con lo que se asienta firmemente como líder del mercado europeo en el ámbito de las soluciones de prepago en línea.
En junio de 2012, Skrill (Moneybookers), uno de los proveedores de servicios de pago en línea más grandes de Europa, con participación mayoritaria de Investcorp, llega a un acuerdo con los propietarios de Paysafecard.com Wertkarten AG para la adquisición del 100% de las participaciones. La adquisición de las acciones de Paysafecard.com Wertkarten AG y, con ella, la adquisición indirecta de sus filiales reguladas Paysafecard.com Wertkarten Vertriebs GmbH y Prepaid Services Company Limited, se produjo con efecto dilatorio a causa del requisito de aprobación de la transacción por parte de las autoridades de supervisión del mercado financiero austríaco (FMA) y la autoridad de servicios financieros británica (Financial Services Authority, FSA), así como de las autoridades antimonopolio encargadas de supervisar la fusión.
La exitosa expansión de la empresa siguió avanzando en 2012. Con la fundación de la filial en Alemania, Paysafecard.com Wertkarten AG subraya su ambición de crecimiento en el mercado europeo más importante en cuanto a sistemas de pago por Internet.[cita requerida]

## Modo de operar
El usuario adquiere en un punto de venta o bien en línea, en una de las tiendas de PIN reconocidas, una Paysafecard en valores que van desde los 10 euros (en Alemania, 5 euros) hasta los 100 euros, que se entregan en forma de un PIN de 16 dígitos. Al introducir el PIN en la tienda web, en el proceso de pago se descuenta del saldo el importe abonado. En algunos casos el cliente debe comprar previamente con su saldo y en la misma página de Paysafecard un "vale de compra" para poder canjearlo después en la tienda en línea elegida (este es el caso de Amazon o Zalando). El importe de dicho vale no es libre sino debe ser elegido por el cliente entre cantidades prefijadas. En cuanto se ha consumido el saldo de la Paysafecard, dicho PIN queda invalidado y no se puede emitir más saldo.
Las más de 4000 tiendas web (dato de 2012)[cita requerida] en las que se acepta Paysafecard como forma de pago provienen fundamentalmente de sectores como los juegos, la telefonía y la mensajería, las redes y comunidades sociales, las citas en línea, los servicios por Internet y la música, además de otros sectores del entretenimiento en línea. Los puntos de venta típicos son, entre otros, quioscos, gasolineras, droguerías y supermercados, distribuidores de productos electrónicos y máquinas de expedición automática de tarjetas de prepago.

## Características especiales
Transcurrido un plazo de tiempo (12 meses) el importe adquirido en paysafecad se va restando en concepto de "cuota de mantenimiento" al ritmo de 2 euros al mes, pudiendo llegar a desaparecer por completo el importe adquirido por el cliente.
Otra característica especial de Paysafecard, comparada con otros métodos de pago en línea es que el usuario no necesita divulgar sus datos personales para pagar en línea. 
Pero como característica del anonimato tenemos que en el momento de reclamar si el servicio no se lleva a cabo, no se puede hacer sin registrarse (un usuario anónimo no puede reclamar) y además la empresa prestataria del servicio no puede demostrar a qué persona ha dado el servicio, por lo tanto hay un hueco legal, aparte del mal uso que se pueda hacer amparándose en el anonimato, como pasaba con las tarjetas de prepago telefónicas y desde los atentados del 11 de marzo en Madrid se ha decidido que no sean anónimas.

## Seguridad
Paysafecard se ha impuesto como claro objetivo el pago seguro en Internet.[cita requerida] En calidad de medio de prepago, el producto no solo ofrece un control óptimo sobre los gastos, sino también la posibilidad de aprovechar ofertas en línea de pago sin necesidad de revelar información personal como datos bancarios o de tarjeta de crédito. En caso de extravío solo se puede perder como máximo el importe cargado en el producto, ya que no existe posibilidad de rastrear ningún acceso a datos de cuentas bancarias o tarjetas de crédito (esto último siempre y cuando el cliente adquiera el pin de Paysafecard sin usar a su vez una tarjeta de crédito o utilice su cuenta bancaria para ello ya que en estos casos si debe aportar los citados datos).  Gracias al método de prepago subyacente, se ofrece una protección prácticamente absoluta contra actividades de suplantación de identidad o phishing.
En cooperación con las autoridades competentes y las instituciones de protección del consumidor, un departamento creado ex profeso a tal efecto trabaja continuamente para detectar los riesgos potenciales y eliminarlos. Además, en el sitio web hay toda una serie de valiosos consejos sobre seguridad que sirven para proteger al usuario de eventuales intentos de fraude.
En calidad de entidad emisora de dinero electrónico, Paysafecard está sometida a la autoridad de servicios financieros británica (Financial Services Authority, FSA), que en el marco de su actividad vela por el cumplimiento de las disposiciones legales contra el blanqueo de dinero. También todos y cada uno de los 450 000 puntos de venta quedan sometidos automáticamente a dichas disposiciones [cita requerida]. Tras haber superado una comprobación inicial del cumplimiento legal, cada asociado también será sometido a controles periódicos para supervisar el cumplimiento de las disposiciones legales.
Además, la empresa ha establecido unas directrices internas adicionales para puntos de venta, a fin de garantizar los máximos estándares de seguridad en la venta de Paysafecard.

## Tasas
La emisión de la tarjeta, también en caso de nueva emisión tras algún fallo o robo, así como la consulta de saldo y el resumen de transacciones a través de Internet, son gratuitos. 
En el plazo de los primeros 12 meses a partir de la compra no se aplica ninguna tasa a la utilización. Una vez transcurridos los 12 meses se aplica una tasa de mantenimiento por un importe de 2 euros al mes que se descuentan del saldo del PIN de paysafecard. 
El pago con paysafecard en euros no da lugar a tasas de ningún tipo. Los pagos por productos o servicios que se realizan en otra divisa se convierten a euros según el curso de cambio vigente en cada momento. El suplemento de conversión depende de la divisa de origen y destino, y puede variar de un país a otro. En el sitio web de paysafecard se pueden consultar en todo momento los cursos de cambio de las divisas extranjeras según cada país. 
También se puede realizar en todo momento una devolución del saldo restante existente en la tarjeta, para lo que es necesario indicar los datos personales, así como presentar un documento de identidad con fotografía e indicar los datos bancarios y los datos sobre la paysafecard adquirida. En algunos casos, se aplica una tasa de devolución por un importe de 7,50 euros que se descuentan directamente del saldo de paysafecard existente. 
De cara al comerciante se aplica un descuento en función de las transacciones. Este se calcula en función del importe de las ventas mensuales con paysafecard y por sectores. 

## Alternativas
- Tarjeta de crédito prepagada
- Ukash
- ClickandBuy